# Chiesa di San Lorenzo a Montalbiolo
La chiesa di San Lorenzo a Montalbiolo si trova nel comune di Carmignano in provincia di Prato.
Documentata dal 1111, con le murature in arenaria, ha mantenuto all'esterno gran parte delle forme originarie, mentre l'interno, a una navata, è fortemente connotato dalle opere realizzate nei secoli XVII e XVIII, quali l'altar maggiore (1670) e quello sulla parete destra, la balaustra ornata di stemmi, il confessionale  del 1732 con un'importante mostra in pietra. Il santo titolare, Lorenzo, è illustrato nell'altare di destra da una tavola di Giovanni Bizzelli (1605). All'altar maggiore è la Madonna col Bambino e santi, attribuita a Simone Pignoni, eseguita intorno al 1670.